# Viper (film)
Viper – film produkcji USA z 1994 r.  opowiadający o walczącym z przestępczością kierowcą przerobionego samochodu Dodge Viper, który przekształca się w super uzbrojony pojazd, wykorzystywany do walki przeciwko niebezpiecznej organizacji przestępczej.